# Планина Сулејман
Планина Сулејман, позната и као Сулејманов престо (Tahti Sulejman), је једина Светска баштина у Киргистану. Сулејманова планина је наводно место где је сахрањен Сулејман; што је муслимански назив за краља Соломона, који се у исламу сматра за великог и значајног пророка. Налази се изнад града Оша и Ферганске долине, и некад је била главним пред-муслиманским и муслиманским светиштем средње Азије на раскршћу путева свиле. Њене кречњачке стене, обликоване ерозијом ветра, се стрмо уздижу изнад равнице Фергана која је окружује; у дну има размеру 1140 x 560 метара и део је масива Тјен Шан. 
На њених пет врхова налазе се бројна древна света места (њих 17) и пећине с праисторијским петроглифима (101 локалитет), али и две џамије. Њена света места су наводно давала благослов дуговечности и лечила главобоље, крстобоље и неплодност. Наиме, према локалном веровању жене које се попну на његов врх и отпужу трбухом преко отвора на светој стени, ће родити здраву децу. Грмље и дрвеће на планини је испуњено бројним "молитвеним заставицама", тј. малим заветним комадима тканина које се остављају при молитви. Она је "најбољи пример свете планине у Средњој Азији која се поштује неколико хиљада година", због чега је уписана на УНЕСКО-в Списак места Светске баштине у Азији и Аустралазији 2009. године.
Овај локалитет је још увек важно место ходочашћа за локалне муслимане, због чега су изграђене стазе које воде на највиши врх где се налази малена џамија коју је изворно изградио Бобур 1510. године, а обновљена је 1991, након што је дигнута у ваздух 1963. године. Ту се налази и Џамија равата Абдулахана, такође из 16. века која је недавно обновљена, а на источном брду се налазе средњовековне купке (11.-14. в.). Током совјетске власти на планини је у живој стени издубљен музеј у којем су изложени праисторијски археолошки налази с овог подручја. Блажа падина Сулејманове планине је окружена гробљима. Данас је популарна туристичка атракција и због тога што пружа изванредан поглед на околину.